# Perdita (měsíc)
Perdita je jedním z malých vnitřních měsíců planety Uran. Obíhá na oběžné dráze mezi měsíci Belinda a Puck. Od planety je vzdálen 76 416 kilometrů. Jeho průměr je těžké určit, ale odhaduje se na přibližně 26 km a hmotnost cca ~1,3×1016 kg, oběžná doba je 0,638 dne.
Objevení měsíce bylo složité; první fotografii pořídila sonda Voyager 2 v roce 1986, ale na fotografiích měsíc objevil až v roce 1999 americký astronom Erich Karkoschka. Existence měsíce byla zpochybňována, ale v roce 2003 na základě snímků z Hubbleova vesmírného teleskopu byla jeho existence definitivně potvrzena.
Podobně jako ostatní Uranovy měsíce nese Perdita své jméno podle jedné z postav díla Williama Shakespeara, konkrétně ze hry Zimní pohádka.